# Réotier
Réotier (okzitanisch Reotier) ist eine französische Gemeinde im Département Hautes-Alpes in der Region Provence-Alpes-Côte d’Azur. Sie gehört zum Kanton Guillestre im Arrondissement Briançon.
Réotier grenzt im Norden an Champcella und Saint-Crépin, im Osten an Eygliers und Guillestre, im Süden an Saint-Clément-sur-Durance und im Westen an Châteauroux-les-Alpes. Die Durance markiert teilweise die östliche Gemeindegrenze.

## Bevölkerungsentwicklung
| Jahr      | 1962 | 1968 | 1975 | 1982 | 1990 | 1999 | 2006 | 2018 |
| --------- | ---- | ---- | ---- | ---- | ---- | ---- | ---- | ---- |
| Einwohner | 172  | 163  | 132  | 128  | 136  | 161  | 178  | 204  |

## Sehenswürdigkeiten
- Kirche Notre-Dame-des-Neiges, Monument historique

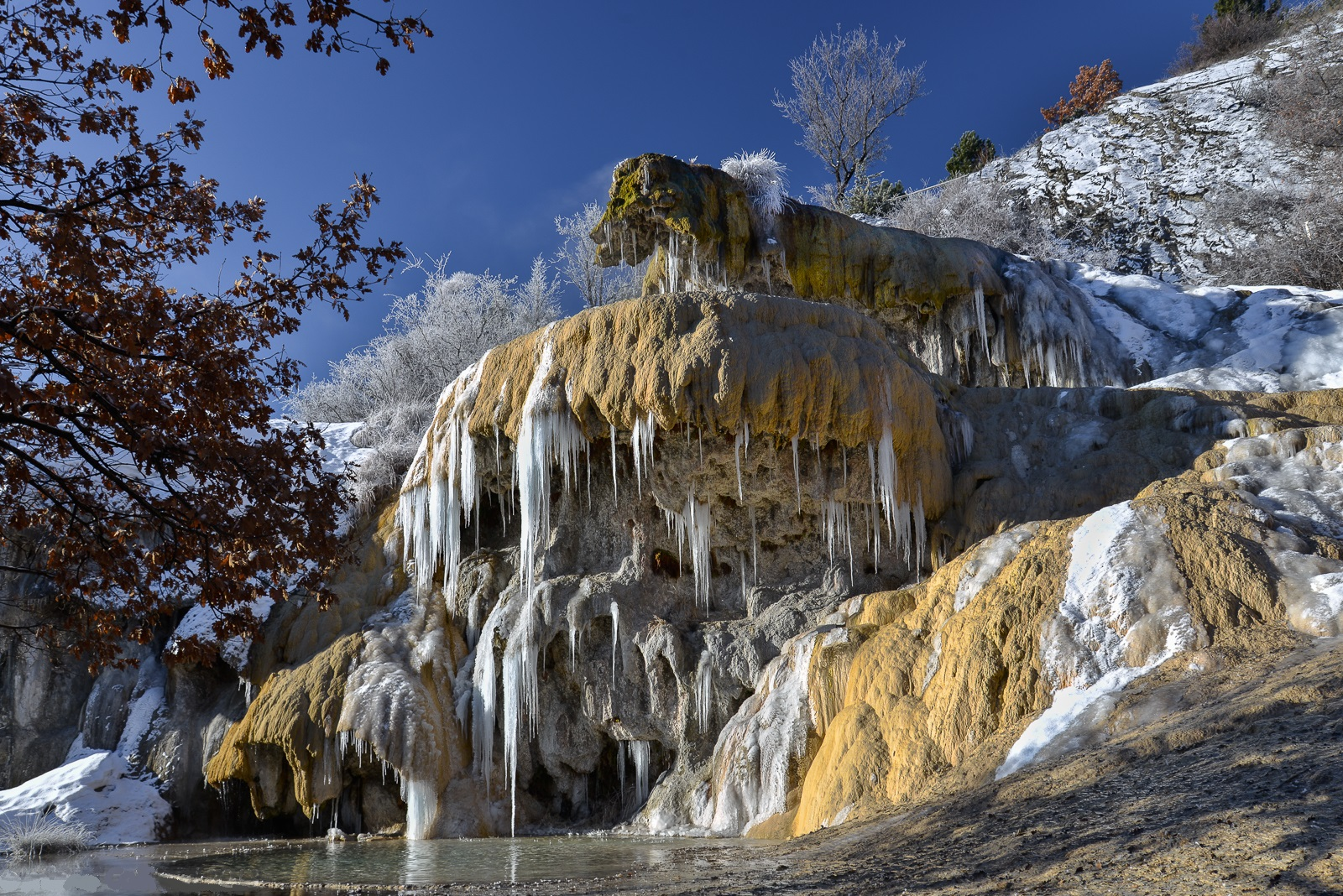
Gefrorener Springbrunnen in Réotier

- Springbrunnen